# Leo Weber (Jurist)
Leo Josef Weber (* 23. Juli 1841 in Solothurn; † 15. Januar 1935 in Bern; heimatberechtigt in Riedholz, Solothurn sowie Bern) war ein Schweizer Jurist, Bundesbeamter sowie liberaler Politiker.

## Leben

### Familie und Ausbildung
Der katholisch getaufte, später zur Christkatholischen Kirche übergetretene, aus Solothurn stammende Leo Weber, Sohn des Wirts Franz Josef Weber sowie dessen Ehegattin Magdalena geborene von Büren, wandte sich nach dem Erwerb der eidgenössischen Maturität dem Studium der Rechtswissenschaften an der Universität Genf, der Universität Zürich sowie der Ruprecht-Karls-Universität Heidelberg zu, 1865 erfolgte die Promotion zum Dr. iur. in Zürich, 1866 erwarb er das solothurnische Fürsprecher- und Notariatspatent. Leo Weber ehelichte im Jahr 1870 Anna Ludovica Antonia, Tochter des Maximilian Perty. Weber verstarb im Januar 1935 im hohen Alter von 93 Jahren in Bern.

### Beruflicher Werdegang
Nach seinem Studienabschluss übernahm Leo Weber 1867 die Leitung einer Anwaltspraxis in Solothurn, 1882 wechselte er in der Funktion des Vorstehers der Abteilung für Gesetzgebung und Rechtspflege im Eidgenössischen Justizdepartement nach Bern. Im Jahr 1897 wählte ihn die Vereinigte Bundesversammlung zum Bundesrichter an der staatsrechtlichen Abteilung, 1901 legte er diese Funktion nieder. 1872 erfolgte seine Aufnahme als Grossrichter in den eidgenössischen Justizstab, 1897 wurde er zum Mitglied im Kassationsgericht bestellt, 1897 zum Obersten befördert, 1909 wurde ihm die Position des Oberauditors übertragen, 1912 trat er zurück. Nach seinem Rücktritt als Bundesrichter amtierte Leo Weber bis 1918 am Schiedsgerichtshof in Den Haag. Darüber hinaus war Leo Weber als Rechtsgutachter sowie Schiedsrichter in Staats- und Zivilrechtsstreitigkeiten eingesetzt. Der in Expertenkommissionen engagierte Leo Weber versah von 1902 bis 1904 das Präsidentenamt des Schweizerischen Juristenvereins. Der freisinnige Politiker  Weber gehörte von 1872 bis 1882 dem Solothurner Kantonsrat an. Bei den Parlamentswahlen 1875 wählte ihn das Solothurner Volk in den Nationalrat, aus dem er 1882 ausschied.

### Wirken
Leo Webers Engagement galt in den Jahren 1871 bis 1874 der Ausarbeitung einer Verfassung der Christkatholischen Kirche im Rahmen eines nationalen Bistums. 1879 entwarf Leo Weber im Auftrag der Solothurner Regierung eine kantonale Strafprozessordnung. In seiner Funktion als Nationalrat beschäftigte er sich mit Strafrechtsfragen, zusätzlich bekämpfte er unter anderem die Wiedereinführung der Todesstrafe. In seiner Dienstzeit als Bundesbeamter war er maßgeblich an der Erarbeitung des Bundesgesetzes über Schuldbetreibung und Konkurs beteiligt, schrieb den ersten Kommentar dazu und befasste sich mit den zivilrechtlichen Verhältnissen der Aufenthalter und Niedergelassenen. Der als Verfasser zahlreicher Publikationen hervorgetretene Leo Weber erhielt 1889 die Ehrendoktorwürde der Universität Zürich verliehen. Ein Teil seiner Korrespondenz sowie Akten aus seinem Nachlass befinden sich in der Zentralbibliothek Solothurn und sind auf der Plattform Swisscollections nachgewiesen.

## Veröffentlichungen
- zusammen mit Alfred Brüstlein: Das Bundesgesetz über Schuldbetreibung und Konkurs für den praktischen Gebrauch erläutert, Druck und Verlag von Friedrich Schulthess, 1892
- Aus dem Leben eines alten Solothurners, Olten, 1925